# Ngựa lùn New Forest
Ngựa lùn New Forest là một trong những giống ngựa miền núi hoặc ngựa bản địa được công nhận của Quần đảo Anh. Chiều cao chúng thay đổi từ khoảng 12 đến 14,2 tay (48 đến 58 inch, 122 đến 147 cm) và là một loại để cưỡi tốt. Chúng được đánh giá cao về độ cứng, sức mạnh và độ bền chắc chắn. Giống ngựa này là giống bản địa của vùng rừng mới (New Forest) ở Hampshire ở miền nam nước Anh, nơi mà các loài ngựa đã sống từ trước thời kỳ băng hà cuối cùng, vẫn có niên đại 500.000 BC đã được tìm thấy trong vòng 50 dặm (80 km) về trung tâm của New Forest hiện đại. Các nghiên cứu DNA đã cho thấy tổ tiên cổ xưa được chia sẻ với các giống ngựa Asturcón và Pottok kiểu Celtic.
Nhiều giống đã góp phần vào nền tảng máu của ngựa New Forest, nhưng ngày nay chỉ có ngựa mà cha mẹ đều đăng ký thuần chủng trong phần được phê duyệt của cuốn sổ đăng ký phả hệ ngựa (sổ cái) có thể được đăng ký thuần chủng. Ngựa này có thể được cưỡi bởi trẻ em và người lớn. Tất cả những con ngựa chăn thả trên rừng mới đều thuộc sở hữu của những người dân New Forest, những người có "quyền chung của đồng cỏ" trên vùng đất rừng. Một khoản phí hàng năm được trả cho mỗi con vật hóa ra để chăn thả. Dân số của ngựa trên rừng đã dao động để đáp ứng nhu cầu khác nhau đối với đàn giống trẻ. Con số đã giảm xuống dưới sáu trăm vào năm 1945, nhưng kể từ đó đã tăng đều đặn, và hàng ngàn con trong điều kiện bán hoang dã.